# The Transatlantic Demos
Neal Morse 2003-as nagylemeze, melyet a Radiant Recods által adott ki Mike Portnoy javaslatára.

## A zene
Az album felvétele 1992-2000-ig tartott, majd előadta a Transatlantic a rajta szereplő számokat. Az együttes felbomlása után Portnoy azt javasolta, hogy Morse adja ki a lemezt, a rajta szereplő demószámokkal is, melyek egyszerűbb dalok, mint a transatlanticos verziók.

## Számok listája
1. Hanging In The Balance – 18:01
2. Working on Mystery Train – 1:46
3. We All Need Some Light – 5:23
4. Dance With The Devil – 9:01
5. Working On Piano Solo in 'All Of The Above' – 0:53
6. Bridge Across Forever – 4:48
7. Full Moon Rising – 22:34

## Közreműködő zenészek
- Neal Morse – billentyűs hangszerek, gitár, ének